# Мейлер (Фидонет)

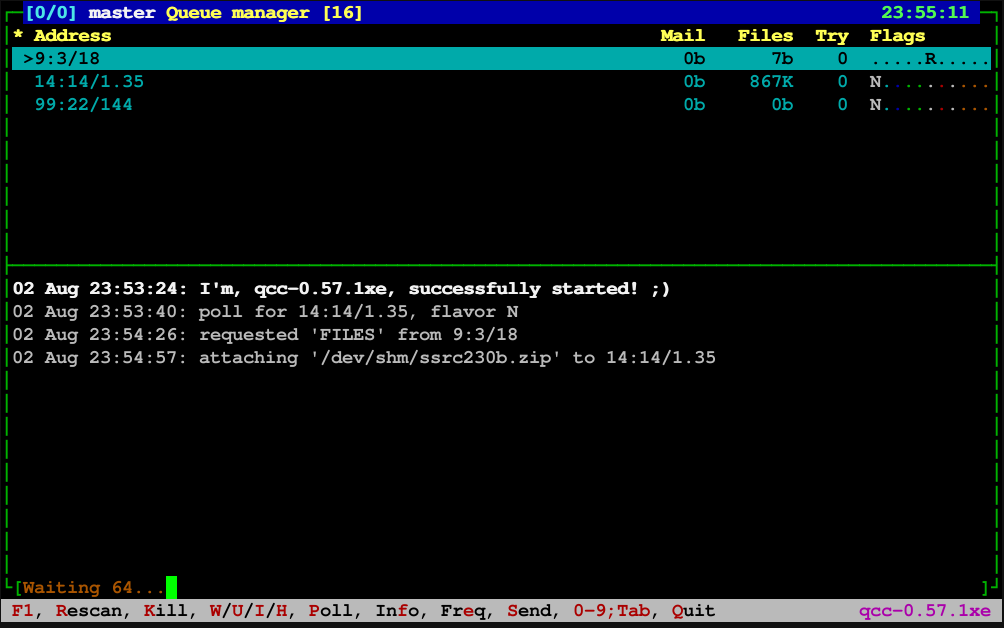
Очередь в интерактивном интерфейсе для мейлера qico

Мейлер (англ. mailer) — программа в Фидонет, обеспечивающая установку сеанса связи с другим мейлером и обмен почтовыми пакетами и файлами. В настоящее время существует огромное количество различных мейлеров, работающих с модемом, по IP или позволяющие проводить сеансы как по модему, так и поверх IP-протокола. Ряд мейлеров поддерживают совместную работу с BBS-программами, такими, например, как Tornado. Мейлер сам определяет, по какому протоколу произошло соединение; если EMSI присутствует, мейлер начинает отдавать фидошную почту, если же EMSI не обнаружено, мейлер предложит зайти на BBS путём нажатия особой комбинации клавиш, чаще всего нужно дважды нажать «ESC».
Наиболее популярным IP-мейлером является кроссплатформенный binkd (свободное ПО).
Кроме того, для платформы Win32 пользуются популярностью T-Mail, KittenMail, Radius.
Для UNIX‐подобных платформ распространены ifcico, qico, binkleyforce и др.
Для платформы OS/2 наиболее популярны TheBrake! mailer Джона Гладких и GPM (General Purpose Mailer) Игоря Ванина. Существует также версия T-Mail под OS/2.
Под DOS распространены T-Mail, FrontDoor, BT+, D’Bridge. Существует также и версия binkd.
Некоторые мейлеры (T-Mail, Radius, ifcico, qico) поддерживают работу как через модемное соединение, так и по IP, хотя не всегда мейлеры совместимы друг с другом по протоколам, например, T-Mail и ifcico не поддерживают протокол binkp, что не позволяет им связываться по IP с узлами, использующими binkd. Поэтому на одном узле может быть установлено одновременно несколько мейлеров для поддержки разных протоколов.
До распространения binkp для связи по IP использовались утилиты rlfossil (под DOS) и vmodem (под OS/2), которые эмулировали связь через модем, таким образом связь через IP с их помощью осуществлялась обычным диалапным мейлером, не предназначенным специально для этого.
Кроме того, были разработаны системы передачи фидошных файлов через email. Их обычно не называют мейлерами, хотя они выполняют те же функции.
Некоторые банки используют FTN‐мейлеры и основанные на них системы «Клиент-банк».